# Sredstvo za zgušnjavanje
Sredstvo za zgušnjavanje ili zgušnjivač je supstanca koja može povećati viskozitet tečnosti bez suštinske promene njenih drugih svojstava. Jestivi zgušnjivači se obično koriste za zgušnjavanje sosova, supa i pudinga bez promene njihovog ukusa; zgušnjivači se takođe koriste u bojama, mastilima, eksplozivima i kozmetici.
Sredstva za zgušnjavanje takođe mogu poboljšati suspenziju drugih sastojaka ili emulzija što povećava stabilnost proizvoda. Sredstva za zgušnjavanje se često regulišu kao aditivi za hranu i kao sastojci kozmetičkih proizvoda i proizvoda za ličnu higijenu. Neka sredstva za zgušnjavanje su sredstva za želiranje (gelanti), koja formiraju gel, rastvarajući se u tečnoj fazi kao koloidna smešu koja formira slabo kohezivnu unutrašnju strukturu. Drugi deluju kao mehanički tiksotropni aditivi sa diskretnim česticama koje se prijanjaju ili spajaju kako bi se oduprle naprezanju.
Sredstva za zgušnjavanje se takođe mogu koristiti kada medicinsko stanje kao što je disfagija uzrokuje poteškoće pri gutanju. Zgusnute tečnosti igraju vitalnu ulogu u smanjenju rizika od aspiracije kod pacijenata sa disfagijom.
Mnogi drugi sastojci hrane se koriste kao zgušnjivači, obično u završnim fazama pripreme određenih namirnica. Ovi zgušnjivači imaju ukus i nisu izrazito stabilni, tako da nisu adekvatni za opštu upotrebu. Međutim, oni su veoma prikladni i efikasni, i stoga se široko koriste.
Različiti zgušnjivači mogu biti manje ili više pogodni za datu primenu, zbog razlika u ukusu, bistrini i njihovom odgovoru na hemijske i fizičke uslove. Na primer, za kiselu hranu, arourut je bolji izbor od kukuruznog skroba, koji gubi sposobnost zgušnjavanja u kiselim smešama. Na (kiselim) pH nivoima ispod 4,5, guar guma ima naglo smanjenu rastvorljivost u vodi, što takođe smanjuje njenu sposobnost zgušnjavanja. Ako hranu treba zamrznuti, tapioka ili arourot su poželjniji od kukuruznog skroba, koji postaje sunđerast kada se zamrzne.

## Spoljašnje veze
- Cook's Thesaurus: Thickeners